# Tommaso Marini
Tommaso Marini (ur. 17 kwietnia 2000 w Ankonie) – włoski florecista, medalista olimpijski z Paryża (2024), trzykrotny medalista mistrzostw świata. 
Walczy prawą ręką. W 2016 roku zdobył brąz w indywidualnej rywalizacji kadetów na mistrzostwach świata juniorów w Bourges. Na rozgrywanych rok później mistrzostwach świata juniorów w Weronie był drugi indywidualnie, a na mistrzostwach świata juniorów w Toruniu w 2019 roku zdobył brąz drużynowo.
Podczas mistrzostw świata w Kairze w 2022 roku Włosi w składzie: Guillaume Bianchi, Alessio Foconi, Daniele Garozzo i Tommaso Marini zdobyli złoty medal w zawodach drużynowych. W turnieju indywidualnym wywalczył srebrny medal, przegrywając w finale z Francuzem Enzo Lefortem. Na mistrzostwach świata w Mediolanie w 2023 roku zdobył złoto indywidualnie, pokonując w finale Nicka Itkina z USA.
Na mistrzostwach Europy w Antalyi w 2022 roku zdobył złoto drużynowo i srebro indywidualnie.
W 2024 roku w barwach Włoch wziął udział w Letnich Igrzyskach Olimpijskich w Paryżu, gdzie w rywalizacji indywidualnej florecistów odpadł w 1/8 finału, a w turnieju drużynowym zdobył srebrny medal.
Ponadto zdobył drużynowo złoty medal na igrzyskach europejskich w Krakowie w 2023 roku.